# Can Peixo (Cornellà de Llobregat)
Can Peixo, també coneguda com a també com a Hisenda de Can Serra o Gol de Can Serra, fou una antiga casa pairal del municipi de Cornellà de Llobregat (el Baix Llobregat) inclosa en l'Inventari del Patrimoni Arquitectònic de Catalunya. La finca estava situada a la desapareguda Avinguda de Sant Ferran (actual carrer de Sant Ferran) del barri d'Almeda, just al davant de l'actual carrer del Treball, núm. 39.
De fesomia singular per la seva paret retallada amb merlets i datada des de l'any 1159, va ser la masia més antiga descrita històricament a la població i va estar lligada directament amb l'activitat agropecuària de la província. Diverses famílies de poder en van ser propietàries, d'entre les quals les d'alguns Consellers en Cap de Barcelona, i va esdevenir una comunicació clau pel transport de subministraments al llarg de diversos segles, fins que al llarg del segle xxi va perdre la seva funcionalitat progressivament i va acabar en desús.
Fou finalment enderrocada l'any 1988 a conseqüència de la urbanització industrial creixent del barri d'Almeda, malgrat el seus estatus patrimonial inventariat. Actualment no se'n conserva pràcticament cap vestigi, essent la masia de Can Manso l'única petjada propera del passat agrícola d'aquest sector de la ciutat.

## Arquitectura

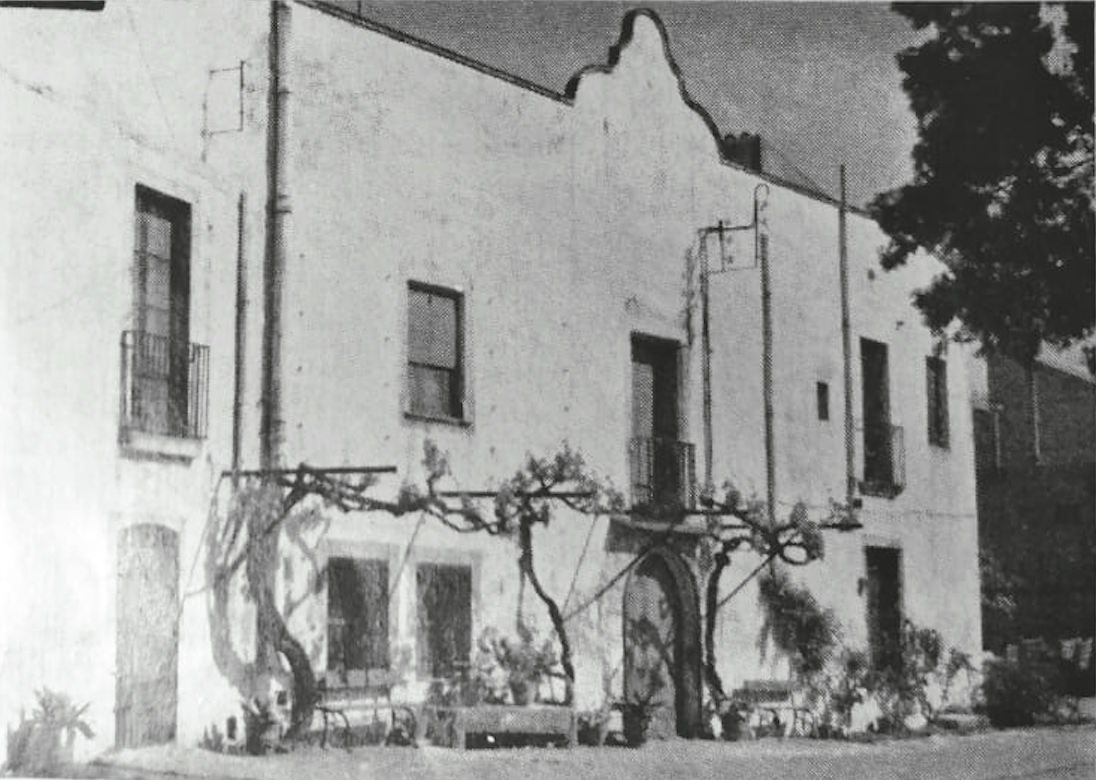
Façana i pòrtic principals de Can Peixo durant la dècada de 1970.

Els terrenys de la hisenda en els quals s'alçava Can Peixo presumiblement tenien una extensió aproximada d'uns 8.100 metres quadrats entre els actuals carrer de Sant Ferran —antigament a l'Avinguda de Sant Ferran, s/n— i el carrer del Treball, 39 del barri d'Almeda de Cornellà de Llobregat.
L'edificació principal, que devia ocupar uns 520 m² del terrenys era de planta baixa i pis, tancada per un barri. Tenia un cos lateral amb merlets i amb galeria, i diversos departaments per al bestiar configuraven la part del davant. La façana es caracteritzava principalment per una paret en forma retallada, sense cap altra funcionalitat que la d'esdevenir un motiu decoratiu tot formant un frontó. La coberta era a dues vessants, perpendiculars a la façana.
A nivell funcional, es tractava d'una edificació molt espaiosa que disposava de tots els departaments necessaris per l'habitabilitat, l'esbarjo, el control de l'ordre i l'administració del trànsit de bestiar de l'època que s'aturava per carregar i descarregar provisions.

## Història
Can Peixo va ser la casa pairal més antiga de Cornellà de Llobregat, ja que el seu origen es remuntava a l'any 1159, sent llavors propietat de D. Magí Baldabich.
Les denominacions d'Hisenda o Gol de Can Serra estan relacionades amb la figura de Joan Serra, que hauria estat Conseller en Cap de Barcelona de manera intermitent entre els anys els anys 1367 i 1395. Tres segles més tard, el seu descendent Esteve Serra i Vileta també figurava com a conseller en cap a l'any 1695.
La casa pairal estava situada en zones de conreu allunyades del nucli urbà amb excepció de Can Manso, que fou construïda en terrenys contigus durant el segle xvii. El concepte de "Gol" feia referència al fet que hi havia tres camins ramaders que arribaven fins a la masia per tal de realitzar càrregues i subministraments, entre els quals el camí del Pont de l'Hostal i posteriorment el camí del Mig. Quan un ramat passava cap a l'extint Prat de Matabous, s'aturava al "Gol" i acampava a l'areny per pasturar i esperar una nova càrrega o comanda de venda.
Arribats al segle XX hi ha constància que durant la dècada de 1920 va pertànyer a la família Busquets, que va utilitzar diversos terrenys continus a la casa per a operacions de parcel·lació, venda i construcció els anys 30. Al llarg de les dècades del franquisme, la seva posició allunyada del nucli urbà en va permetre la conservació a diferència dels processos especulatius viscuts al centre de la ciutat i a zones com el barri de Sant Ildefons. No obstant això, el sector eminentment agrícola de la zona es va veure ràpidament reemplaçat per l'onada urbanística i industrial —que va adquirir un paper més rellevant als municipis del Baix Llobregat.
Finalment fou totalment enderrocada l'any 1988 per deixar pas a la construcció de naus industrials, si bé dos anys abans havia estat inclosa a l'Inventari del Patrimoni Arquitectònic de Catalunya i a nivell local s'havia aprovat legalment el Pla Especial de Protecció del Patrimoni Historicoartístic i Arquitectònic de Cornellà - Catàleg d'edificis (en el qual no hi constava). Can Manso, en canvi, va sobreviure a la demolició tot i que actualment es troba descontextualitzada a l'extrem sud del polígon industrial d'Almeda.

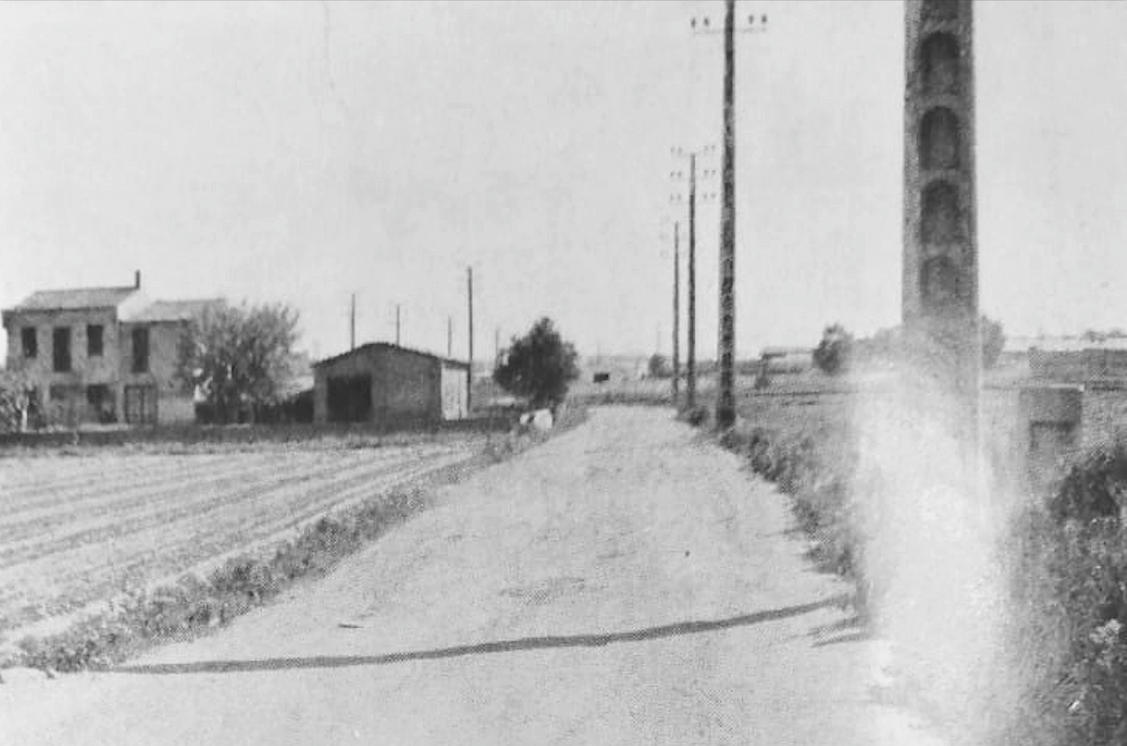
Camps de conreu i la zona coneguda com el "Gol" durant la dècada de 1970, amb el camí del Mig (centre) i Can Peixo (esquerra).
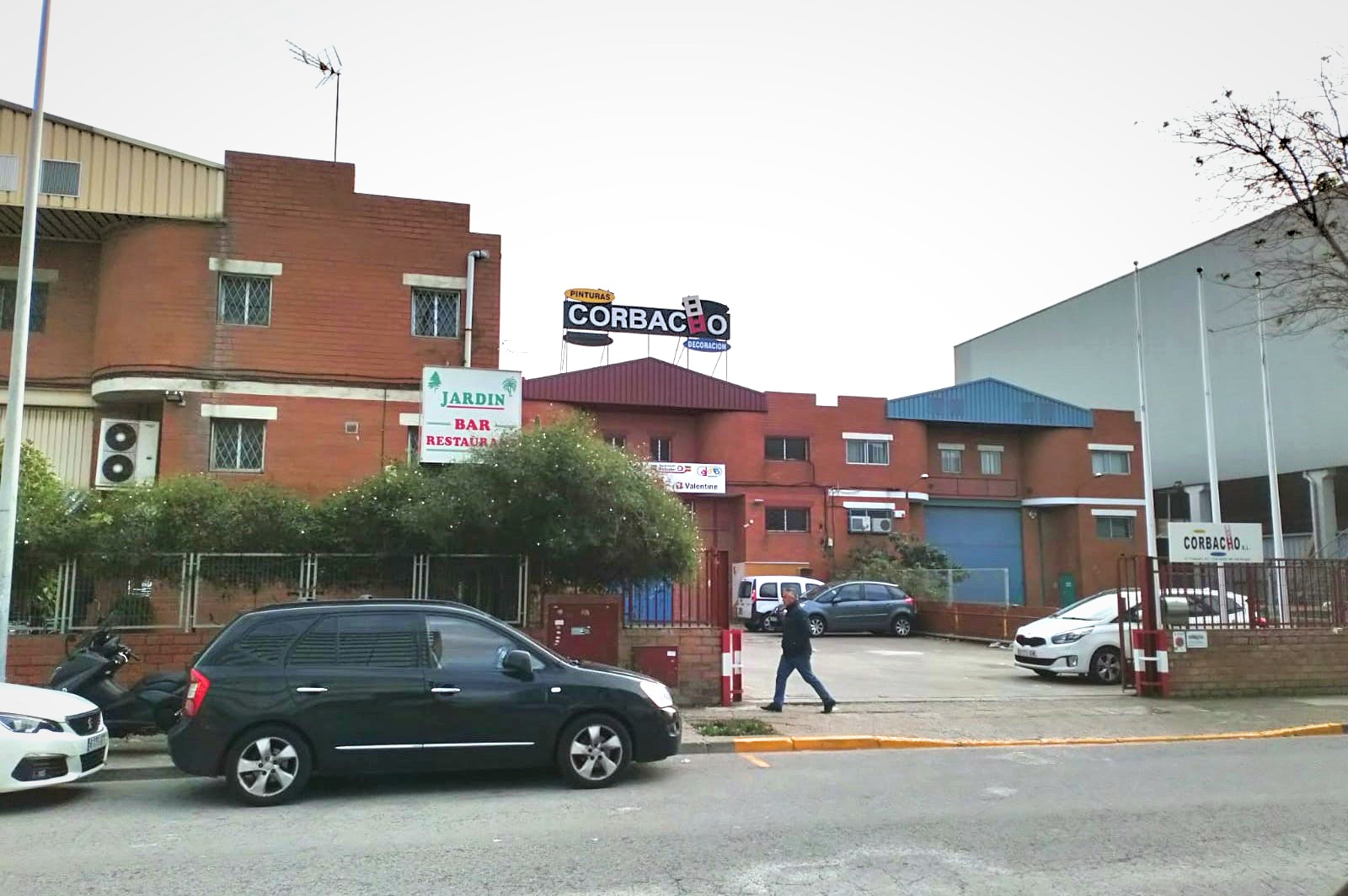
Naus industrials al carrer del Treball, 39, on s'erigia la masia de Can Peixo.
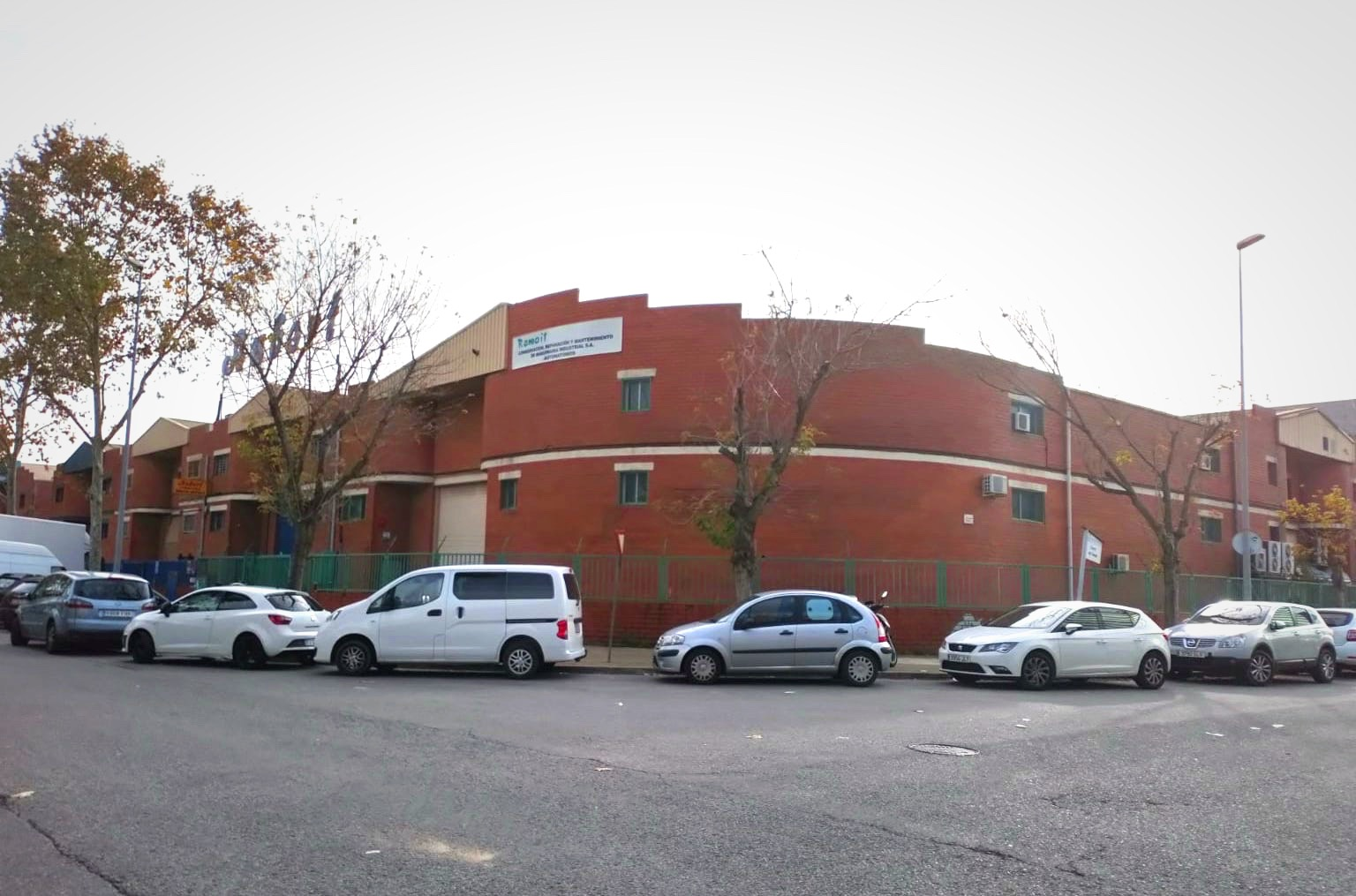
Cantonada del carrer Sant Ferran amb el carrer del Treball, límit dels terrenys de l'antic Can Peixo.